# Phoracantha solida
Phoracantha solida är en skalbaggsart som först beskrevs av Blackburn 1894.  Phoracantha solida ingår i släktet Phoracantha och familjen långhorningar. Inga underarter finns listade i Catalogue of Life.